# Kai Warner
Kai Warner (* 27. Oktober 1926 in Bremen; † 9. Juli 1982 in Hamburg), bürgerlicher Name Werner Last, war ein deutscher Orchesterleiter, Produzent, Arrangeur und Komponist.

## Leben
Warner nahm Klavierunterricht bei Ernst Wellen, theoretischen Unterricht erhielt er durch den Reger- und Humperdinck-Schüler Richard Bulling.
Nach Kriegsende trat Werner Last als Posaunist zusammen mit seinen Brüdern Hans Last (Bassist, später bekannt als James Last) und Robert Last (Schlagzeuger) in Bremer Varietes und amerikanischen Clubs von Bremerhaven und Umgebung auf. Ferner erhielt er Privatunterricht im Akkordeon- und Klavierspiel. Dabei wurden sie von dem Komponisten und Manager Friedrich Meyer entdeckt und für das neu zu gründende Tanzorchester des Senders Bremen engagiert. Bekannt wurden die Brüder Last auch als Mitglieder des Last-Becker Ensembles, das bis 1953 bestand. Als Arrangeur feierte Werner Last seine ersten Erfolge. Nach Auflösung des Bremer Tanzorchesters spielte er noch einige Zeit in einer 12-Mann-Band, später versuchte er sein Glück in den USA. Zuvor heiratete er die 18-jährige Hjördis Harlow, eine Amerikanerin norwegischer Herkunft. Aus dieser Ehe gingen die Söhne Steven und Werner hervor. Werner Last junior arbeitet ebenfalls als Bandleader; sein „Last Ballroom Orchester“ feiert Erfolge.
In den USA musste Werner Last seinen Lebensunterhalt einige Monate mit Gelegenheitsarbeiten verdienen, ehe er in eine New Yorker Musikergewerkschaft (Local 802) aufgenommen wurde. Dadurch erhielt er die Spielerlaubnis als Musiker. Als Posaunist gehörte er verschiedenen renommierten Big Bands an. Nebenbei studierte er beim Schillinger-Professor Rudolf Schramm an der City University of New York Musiktheorie.
1958 kehrte Werner Last nach Deutschland zurück und arrangierte zahlreiche Filmmusiken. 1966 erhielt er einen Polydor-Vertrag als Produzent; er entdeckte und produzierte Renate Kern (LP-Produktionen Lieber mal weinen im Glück, Meine Welt ist schön, daneben zahlreiche Single-Veröffentlichungen mit Kompositionen von Kai Warner, z. B. Freu Dich doch schon auf den nächsten Sommer, 1990, Supermann, An irgendeinem Tag, Come on Let’s Dance, Lass doch den Sonnenschein). Als Kai Warner gründete er sein eigenes Orchester, in dem viele Musiker von James Last mitspielten (u. a. Rick Kiefer, Manfred Moch, Ole Holmquist sowie Warners Bruder Robert Last, der schon bei der Erstbesetzung von James Last am Schlagzeug saß). 1975 wechselte Kai Warner von Polydor zum Philips-Label, u. a. um sich von der Konkurrenz seines Bruders, der ebenfalls bei der Polydor veröffentlichte, abzugrenzen. Bereits die erste Philips-Produktion (On the Road to Philadelphia) unter dem gemeinsamen Dach der Deutschen Grammophon Gesellschaft hob sich durch den dominanten, amerikanisch geprägten Disco-Sound von früheren Polydor-Veröffentlichungen ab, welche eher im Schlagerstil gewesen waren.
Nach seiner ersten eigenen LP, Pops for Minis, wurde er vor allem mit der Go in-Serie, die ab 1975 bei Philips unter dem Namen Go in Party fortgesetzt wurde, verbunden. Ab Ende der 1970er Jahre bis zu seinem frühen Tod nahm Warner auch LPs mit reiner Standardtanzmusik auf (Kai Warner bittet zum Tanz). Eine seiner letzten Aufnahmen war eine Hommage an die Swing-Ära (Swingtime Forever).
Er spielte auch etliche Aufnahmen mit seinen „Kai Warner Singers'“ ein, die aus einem gemischten Chor von sechs Frauen und sechs Männern bestanden und oft nur von einer Rhythmusgruppe begleitet wurden. Ende der 1960er Jahre arbeitete Warner auch für zwei seltene LP-Produktionen mit dem Mundharmonika-Virtuosen Tommy Reilly zusammen (Melody Fair, Latin Harmonica).

## LP-Veröffentlichungen von 1966 bis 1982
1966
- Pops for Minis 184 074

1967
- Goldtimer 249 159
- Happy Together 184 090
- Dancing on the Shore 249 198

1968
- Happy Days (Goldtimer II) 249 222
- Happy Together Again 249 223
- Go In (I) 249 244
- Lieber mal weinen im Glück (mit Renate Kern) 249 261
- Melody Fair (mit Tommy Reilly) 222 002

1969
- So in Love 184 314
- Go In (2) 249 303
- Go In (3) 249 339
- Meine Welt ist schön (mit Renate Kern) 249 341

1970
- Latin Harmonica (with Tommy Reilly) 184 367
- Go In (4) 2371 002
- Love Songs 2371 026
- Go In (5) 2371 061
- Happy Songs 2371 073
- Musik zum Tanzen und Träumen (Kompilation) 2416 001
- Starportrait Kai Warner (Kompilation) 2638 012
- Romantic Songs 2371 116

1971
- Go In (6) 2371 119
- Wer recht in Freuden tanzen will 2371 137
- In Scandinavia 2371
- Kai Warner – HIFI Stereo (Kompilation) 2371 162
- Let’s Go In (7) 2371 175
- Warner Plays Wagner 2371 195
- Met de Postkoets door Nederland 2371 212

1972
- Let’s Go In (8) 2371 240
- The Best Of Go In (2 LP) 2634 008
- Kai Warner Singers – Happy Together 2634 022
- Wohlan, die Zeit ist kommen … 2371 255
- Poppa Joe’s Party 2371 282
- Let’s Go In (9) 2371 301
- Volkslieder Festival (Musik ohne Grenzen) 2371 318

1973
- Go In ’73  2371 359
- Auf, auf zum fröhlichen Tanzen 2371 381
- Golden Oldies 2371 383
- A Touch of Yesterday 2371 391
- Go In ’73/2     2371 417
- Summer Dancing 2371 420

1974
- Kai Warner Presents POWER HITS   2371 469
- Go In – Die 28 Besten aus den Hitparaden 2371 475
- Golden Violins – HIFI Stereo Festival 2371 507
- Kai Warner’s Music-Box 2417 104

1975
- Go In Party (1) 6305 243
- On the Road to Philadelphia 6305 251
- Christmas Party International 6305 276
- Swingin’ Johann 6305 281
- Go In Party (2) 6305 292

1976
- Salsoul Explosion 6305 298
- A Glass of Champagne 6305 305
- Dance to the Beatles 6305 308
- Zum Tanz Marsch Marsch!    6305 314
- Die Tanzparty des Jahres (Kompilation) 6623 098
- Polka wie noch nie 6305 324

1977
- Hausparty (20 Top Hits) 9286 762
- Go In Party (3) 6305 327
- Disco ’78     6305 333
- A Taste of Hits 6305 3
- 25 Instrumental World Hits (Kompilation) 6623 101

1978
- Oriental Nights 6305 359
- Polka wie noch nie, Folge 2   6305 367
- Kai Warner bittet zum Tanz (1) 6305 379
- Go In Party (4) 6305 391

1979
- Kai Warner bittet zum Tanz (2) 6305 397
- Samba Y Sol 6305 403
- Kai Warner bittet zum Tanz (3) 6305 417
- It’s Country Time 6305 424

1980
- It’s Reggae Time 6305 429
- Romantic Melodies from Hollywood 6435 063
- Kai Warner bittet zum Tanz (4) 6435 064
- Tanz mal wieder 6435 075

1981
- Kai Warner bittet zum Tanz (5) 6435 095
- Swingtime Forever 6435 107

1982
- Kai Warner bittet zum Tanz (6) 6435 154 (letztes Album)

## CD-Veröffentlichungen
Nur ein Bruchteil von Warners Aufnahmen erschien bislang auf CD. 2009 wurden die Songs On the Road to Philadelphia und Salsoul Motion auf dem Sampler Disco Jazz innerhalb der Reihe Jazz Club der Plattenfirma Universal veröffentlicht. In gleicher Reihe erschien im November 2009 die Compilation The Fantastic Sound of Kai Warner mit 26 Aufnahmen seiner frühen Polydor-Jahre (1966–1970). Im Juli 2011 folgte erneut in der Jazz-Club-Reihe Warner’s Disco Party mit 20 Titeln aus Warners Zeit beim Philips-Label.
- Warner’s Disco Party (Boutique 533 284-2 DE 2011)
- Golden Melodies - Instrumental Highlights (3CD-Set Mercury 528 650-2 DE 1995)
- The Holland Souvenir Collection (Met de postkoets door Nederland) (Polydor 519 932-2 NL 1993)
- The Fantastic Sound Of Kai Warner (Polydor 532 280-3 DE 2009)
- Golden Dance Melodies (PolyGram 512 383-2 NL 1992)
- Crème de la Crème, Vol. 2 (2CD-Set Riviera Rhythm RR-2CD97772 UK 2004)
- Kai Warner’s Ballroom Collection For Slowfox Dancing, Vol. 1 (Zeppelin Records/Polymedia ZEP-2201/516 236-2 DE)
- Kai Warner’s Ballroom Collection For Slow Waltz, Tango, Quickstep and Viennese Waltz Dancing, Vol. 2 (Zeppelin Records/Polymedia ZEP-2202/516 237-2 DE)
- Kai Warner’s Latin Collection For Cha Cha, Rumba, Samba, Paso Doble and Jive Dancing, Vol. 3 (Zeppelin Records/Polymedia ZEP-2203/516 238-2 DE)

## Klappentexte
- Aus dem Klappentext der Doppel-LP Starportrait (Stereo 2638 012) Polydor, 1970:

„Jeder, der die Schlagerbranche ein bißchen kennt, weiß, dass Erfolgsprognosen fast ebenso schwierig sind wie die Vorhersagen der Meteorologen. Obwohl es für den Außenstehenden so scheint, als gäbe es ein relativ festes Gefüge von Angebot und Nachfrage, das zu verändern, ein sicheres Erfolgsrezept liefern würde. Zum Glück gibt es genügend Lücken für Newcomer aller Stilrichtungen. Unter einer Bedingung: daß sie etwas können. Und so wunderten sich Fachleute keineswegs, als vor ein paar Jahren ein neuer Name am musikalischen Himmel zu leuchten begann: Kai Warner.“
- Aus dem Klappentext der LP-Produktion Swingtime Forever (Stereo 6435 107) Philips, 1981:

„Kai Warner beherzigt noch immer das Rezept seines New Yorker Musikprofessors: Am Anfang war der Rhythmus. Er ist nicht Neben-, sondern die Hauptsache! Diese Langspielplatte von Kai Warner beweist es.[…] Mit dieser Langspielplatte hat Kai Warner einer Musik ein Denkmal gesetzt, die unvergeßlich sein wird.“

## Filmografie (Auswahl)
- 1969: Helgalein

## Hörspiele
- 1966/2013: Sándor Ferenczy: Die Gentlemen bitten zur Kasse – Regie: Sándor Ferenczy (Kriminalhörspiel – Audio Factory)